# Сийан
Сиян (фр. Sillans) — коммуна во Франции, находится в регионе Рона — Альпы. Департамент коммуны — Изер. Входит в состав кантона Сент-Этьенн-де-Сен-Жуар. Округ коммуны — Гренобль.
Код INSEE коммуны — 38490. Население коммуны на 1999 год составляло 1 405 человек. Населённый пункт находится на высоте от 393 до 567 метров над уровнем моря. Муниципалитет расположен на расстоянии около 460 км юго-восточнее Парижа, 65 км юго-восточнее Лиона, 32 км северо-западнее Гренобля. Мэр коммуны — M. André Gay, мандат действует на протяжении 2001—2008 гг.
Динамика населения (INSEE):